# ترکی بن خالد السدیری

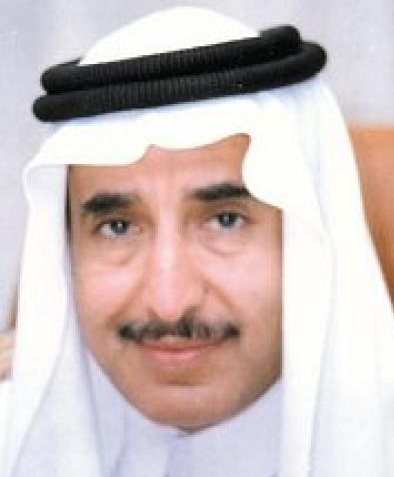

شاهزاده ترکی بن خالد بن احمد السدیری یکی از مهم‌ترین افراد پادشاهی عربستان است که در سابقهٔ او وزیر کشور و عضو شورای پادشاهی، رئیس کمیسیون خدمات کشوری و رئیس کمیسیون حقوق بشر در پادشاهی عربستان سعودی به چشم می‌خورد. پدرش خالد بن احمد بن محمد السدیری، برادر ملک فهد است. او در سال ۱۹۳۶ میلادی / ۱۳۵۵ هجری قمری در آبها به دنیا آمده‌است.